# Elastix

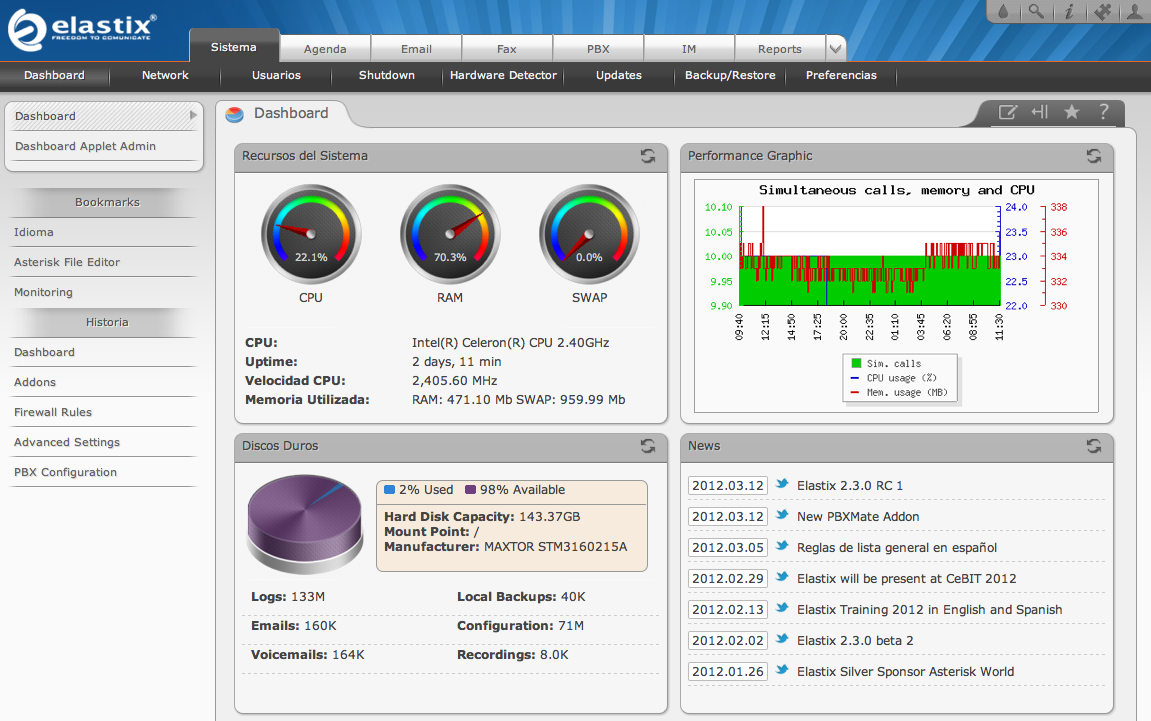
Dashboard en Elastix 2.2

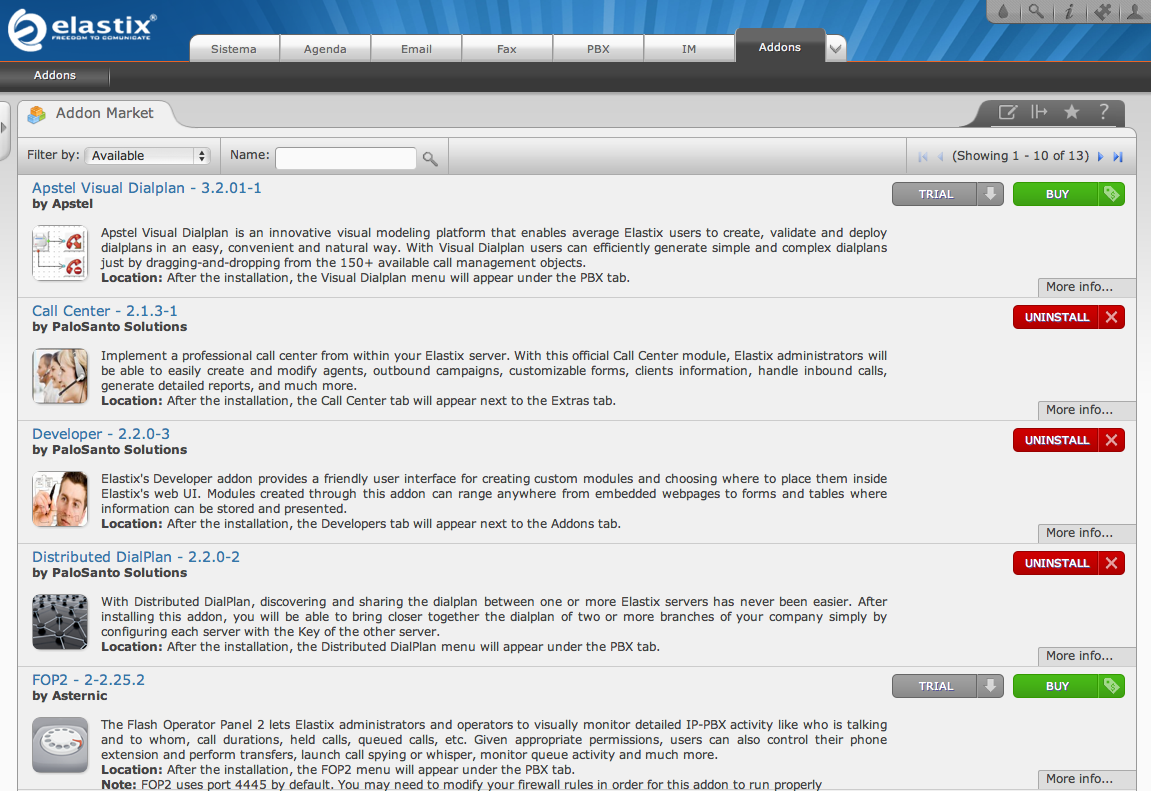
Módulo de Addons en Elastix 2.3

Elastix es un software de servidor de comunicaciones unificadas que reúne PBX IP, correo electrónico, mensajería instantánea, fax y funciones colaborativas. Cuenta con una interfaz Web e incluye capacidades como un software de centro de llamadas con marcación predictiva.
La funcionalidad de Elastix hasta su última versión libre estaba basada en proyectos libres como Asterisk, FreePBX, HylaFAX, Openfire y Postfix. Estos paquetes ofrecen las funciones de PBX, fax, mensajería instantánea y correo, respectivamente.
En diciembre del 2016 Elastix deja de ser Software Libre y es reemplazado por la versión comercial de 3CX para Linux.

## Historia
Elastix fue creado y mantenido por PaloSanto Solutions, una empresa de soporte de código abierto ubicada en Ecuador. Elastix fue lanzado al público por primera vez en marzo de 2006. No fue una distribución completa, sino una interfaz web para CDR (Call Detail Records) y presentación de informes. No fue hasta finales de diciembre de 2006 que Elastix fue lanzado como una distribución de Linux con Asterisk, Zaptel y otros paquetes que son administrados fácilmente a través de una interfaz de usuario Web llamada Elastix-Gui.
La distribución de Linux Elastix estaba basada en CentOS, que tiene compatibilidad binaria con Red Hat Enterprise Linux.
El proyecto fue nominado por dos años consecutivos (2007 y 2008) como finalista en los premios de la comunidad de SourceForge. El 6 de diciembre de 2016 se anuncia la compra del proyecto por parte de 3CX un software propietario desarrollado originalmente para Windows, el cual en su versión Linux reemplaza todo el proyecto Elastix manteniendo únicamente el nombre del mismo.[cita requerida]

## Arquitecturas Soportadas
Actualmente Elastix soporta tres arquitecturas.
- Intel x86-compatible (32 bit)
- Intel x86-64 (64 bit).
- ARM

## Características

### Soporte para hardware de telefonía
Elastix soporta la mayor parte de hardware de telefonía existente que es soportado o fabricado para Asterisk, incluyendo controladores compatibles a través del proyecto Zaptel o versiones modificadas del mismo. Otros controladores son compatibles con el proyecto mISDN y otros proyectos.
Elastix también es compatible con otras marcas de teléfonos gracias a los protocolos SIP y IAX que implementa Asterisk. El protocolo SIP es actualmente un estándar utilizado en su mayoría por los fabricantes de teléfonos IP y su funcionamiento es nativo para voz con Elastix, independientemente de alguna funcionalidad adicional que estos tengan.

### Módulo de centro de llamadas
Elastix fue la primera distribución que incluye un módulo de centro de llamadas con un marcador predictivo, lanzado como software totalmente libre. Este módulo se puede instalar desde la misma interfaz web de Elastix a través de un cargador de módulos. El módulo de centro de llamadas puede manejar campañas entrantes y salientes.

## Historia de Lanzamientos
El siguiente es un listado con todos los lanzamientos de Elastix.
| Versión     | Revisión | Fecha de lanzamiento                                  | Estado   |
| ----------- | -------- | ----------------------------------------------------- | -------- |
| ElastixMT   | 1.0      | 10 de noviembre de 2014 (10 años, 4 meses y 8 días)   | Estable  |
| ElastixMT   | 0.9      | 16 de junio de 2014 (10 años, 9 meses y 2 días)       | RC 1     |
| ElastixMT   | 0.7      | 01 de mayo de 2014 (10 años, 10 meses y 17 días)      | Beta 2   |
| ElastixMT   | 0.4      | 29 de enero de 2014 (11 años, 1 mes y 20 días)        | Beta 1   |
| ElastixMT   | 0.3      | 05 de mayo de 2013 (11 años, 10 meses y 13 días)      | Alpha 3  |
| ElastixMT   | 0.2      | 10 de diciembre de 2012 (12 años, 3 meses y 8 días)   | Alpha 2  |
| ElastixMT   | 0.1      | -                                                     | Alpha 1  |
| elastix 4.X | 4.0.74   | 02 de febrero de 2016 (9 años, 1 mes y 16 días)       | Estable  |
| elastix 4.X | 4.0      | 12 de marzo de 2015 (10 años y 6 días)                | Beta1    |
| elastix 2.X | 2.5.0    | 27 de octubre de 2014 (10 años, 4 meses y 22 días)    | Estable  |
| elastix 2.X | 2.4.0    | 04 de febrero de 2014 (11 años, 1 mes y 14 días)      | Estable  |
| elastix 2.X | 2.3.0    | 03 de abril de 2012 (12 años, 11 meses y 15 días)     | Obsoleto |
| elastix 2.X | 2.2.0    | 01 de noviembre de 2011 (13 años, 4 meses y 17 días)  | Obsoleto |
| elastix 2.X | 2.0.3    | 15 de noviembre de 2010 (14 años, 4 meses y 3 días)   | Obsoleto |
| elastix 2.X | 2.0.1    | 07 de agosto de 2010 (14 años, 7 meses y 11 días)     | Obsoleto |
| elastix 2.X | 2.0      | 03 de agosto de 2010 (14 años, 7 meses y 15 días)     | Obsoleto |
| elastix 1.X | 1.6.2    | 21 de abril de 2011 (13 años, 10 meses y 27 días)     | Estable  |
| elastix 1.X | 1.6      | 29 de octubre de 2009 (15 años, 4 meses y 20 días)    | Obsoleto |
| elastix 1.X | 1.5.2    | 25 de marzo de 2009 (15 años, 11 meses y 24 días)     | Obsoleto |
| elastix 1.X | 1.5      | 25 de marzo de 2009 (15 años, 11 meses y 24 días)     | Obsoleto |
| elastix 1.X | 1.3      | 30 de septiembre de 2008 (16 años, 5 meses y 18 días) | Obsoleto |
| elastix 1.X | 1.2.1-4  | 06 de septiembre de 2008 (16 años, 6 meses y 12 días) | Obsoleto |
| elastix 1.X | 1.2      | 05 de septiembre de 2008 (16 años, 6 meses y 13 días) | Obsoleto |
| elastix 1.X | 1.1-8    | 11 de agosto de 2008 (16 años, 7 meses y 7 días)      | Obsoleto |
| elastix 1.X | 1.1-2    | 09 de julio de 2008 (16 años, 8 meses y 9 días)       | Obsoleto |
| elastix 1.X | 1.1      | 19 de junio de 2008 (16 años, 8 meses y 29 días)      | Obsoleto |
| elastix 1.X | 1.0-1    | 28 de abril de 2008 (16 años, 10 meses y 20 días)     | Obsoleto |
| elastix 1.X | 1.0      | 14 de abril de 2008 (16 años, 11 meses y 4 días)      | Obsoleto |
| elastix 0.X | 0.9.2    | 28 de diciembre de 2007 (17 años, 2 meses y 21 días)  | Obsoleto |
| elastix 0.X | 0.9.1    | 03 de diciembre de 2007 (17 años, 3 meses y 15 días)  | Obsoleto |
| elastix 0.X | 0.8.5    | 07 de septiembre de 2007 (17 años, 6 meses y 11 días) | Obsoleto |
| elastix 0.X | 0.8.4    | 29 de junio de 2007 (17 años, 8 meses y 19 días)      | Obsoleto |
| elastix 0.X | 0.8.3    | 13 de junio de 2007 (17 años, 9 meses y 5 días)       | Obsoleto |
| elastix 0.X | 0.8.2    | 09 de junio de 2007 (17 años, 9 meses y 9 días)       | Obsoleto |
| elastix 0.X | 0.8.1    | 01 de junio de 2007 (17 años, 9 meses y 17 días)      | Obsoleto |
| elastix 0.X | 0.8      | 25 de mayo de 2007 (17 años, 9 meses y 24 días)       | Obsoleto |
| elastix 0.X | 0.7.3    | 20 de marzo de 2007 (17 años, 11 meses y 29 días)     | Obsoleto |
| elastix 0.X | 0.7      | 30 de marzo de 2007 (17 años, 11 meses y 19 días)     | Obsoleto |
| elastix 0.X | 0.6      | 05 de febrero de 2007 (18 años, 1 mes y 13 días)      | Obsoleto |
| elastix 0.X | 0.5      | 11 de enero de 2007 (18 años, 2 meses y 7 días)       | Obsoleto |
| elastix 0.X | 0.4      | 29 de diciembre de 2006 (18 años, 2 meses y 20 días)  | Obsoleto |
| elastix 0.X | 0.1      | Marzo de 2006                                         | Obsoleto |

## Distribuciones de software similares
- Issabel - La evolución de Elastix generada por la adquisición por parte de 3CX quien reemplazo el proyecto por su versión comercial para Linux.
- AsteriskNOW - Utiliza la interfaz gráfica de usuario de FreePBX, Mantenido por Digium
- FreePBX Distro - Distribución Oficial del Proyecto FreePBX, mantenido por Sangoma Technologies Corporation
- PBX in a flash - Usa FreePBX, mantenido por PBX in a Flash Development Team
- Trixbox - Ahora llamado Fonality, Usa una versión bifurcada de FreePBX, es mantenida por Fonality